# Енч, Корла Август

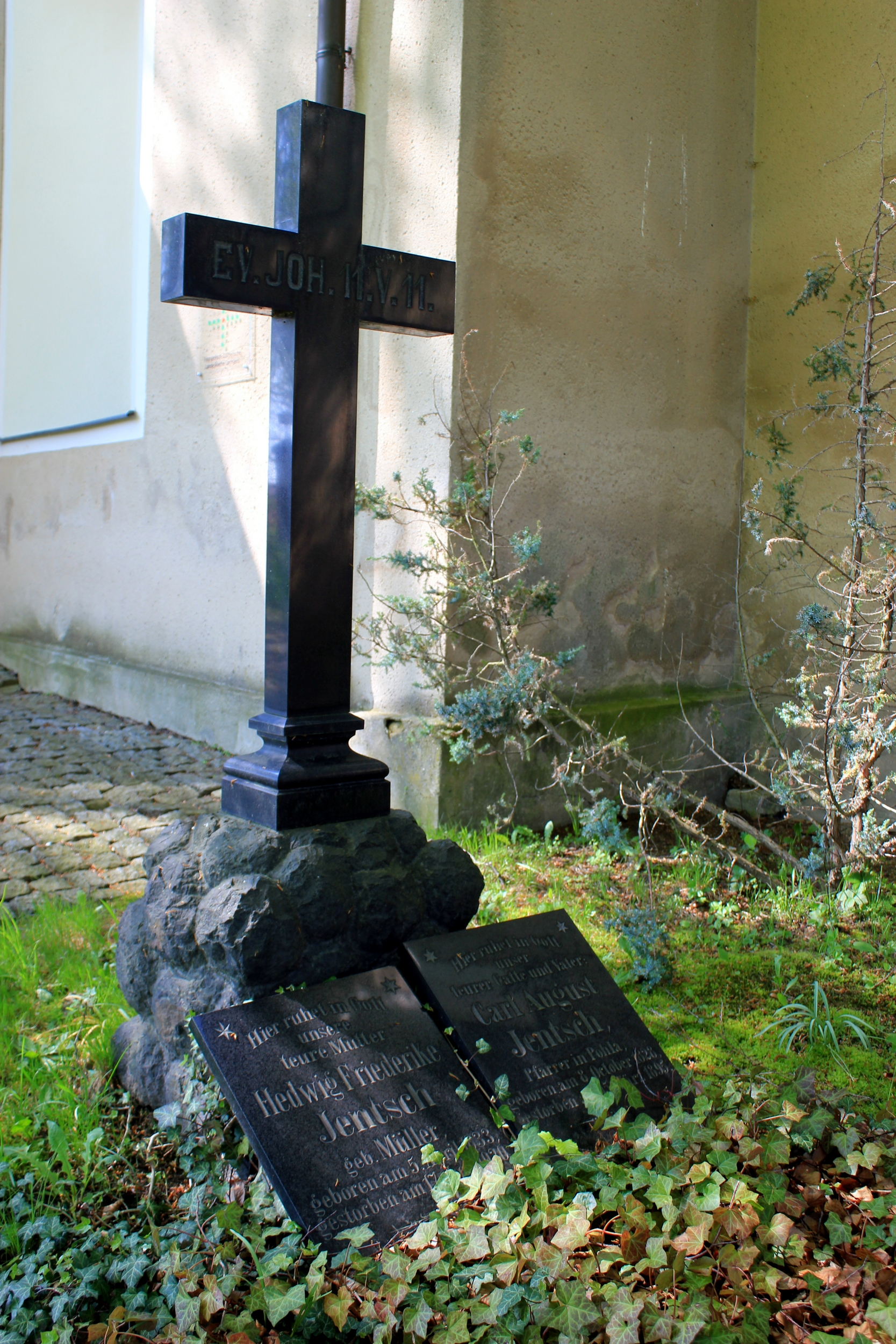
Могила Корлы Августа Енча, деревня Палов, Лужица

Ко́рла А́вгуст Енч (в.-луж. Korla Awgust Jenč, 8 октября 1828 год, деревня Чорнёв, Лужица — 15 марта 1895 год, деревня Палов, Лужица) — лютеранский священнослужитель, серболужицкий писатель, филолог, библиограф и общественный деятель.

## Биография
Родился 8 октября 1828 года в крестьянской семье в серболужицкой деревне Чорнёв. С 1841 по 1848 год обучался в гимназии в Будишине. Во время обучения был одним из основателей студенческого братства «Societas Slavica Budissinensis». В 1847 году вступил в культурно-просветительскую организацию «Матица сербо-лужицкая». С 1848 по 1851 год изучал лютеранскую теологию в Лейпциге. Будучи студентом, участвовал в деятельности «Сербского проповеднического общества». Был одним из основателей серболужицкого студенческого братства «Lipa Serbska» и товарищества гимназистов «Łužyca» в Котбусе, которое было основано в 1849 году.
В 1853 году возвратился в Лужицу, где 1855 года занимался преподавательской деятельностью в деревне Барт. В 1855 году назначен настоятелем лютеранского прихода в деревне Палов. Исполнял эту должность до своей кончины в 1895 году.
Собирал и записывал библиографические сведения изданных книг на верхнелужицком и нижнелужицком языках, а также биографические данные об их авторах. Его записки являются ценным источником истории серболужицкой литературы. Написал несколько сочинений, посвящённых серболужицкой этнографии (в частности, о лужицких языческих погребальных обычаях), истории серболужицких языков и народа. Публиковал свои статьи в журнале «Časopis Maćicy Serbskeje», газетах «Tydźenska Nowina», «Serbske Nowiny», «Bramborski Serbski Casnik» и немецкоязычной газете «Sächsischer Volkskundler». Написал научно-популярное сочинение «Zelenska a jeje wobydlerjo» (Гренландия и её обитатели).
Был одним из инициаторов создания библиотеки «Матицы сербо-лужицкой», архива этой организации и основания Сербского музея в Будишине.

## Сочинения
- Krótki přehlad zhromadneho pismowstwa (literatury) ewangelskich Serbow.// E. B. Jakub: Serbske Hornje Łužicy. Budyšin 1848, str. 89-114
- Dobroty, dźiwy a sudy Bože nad israelskimi dźěćimi. Budyšin 1849.
- Stawizny serbskeje ryčje a narodnosće Časopis Maćicy Serbskeje 1851/52, str. 49-81, Stawizny serbskeje ryčje a narodnosće 1853/54, str. 76-111
- Serbske prědarske towarstwo we Wittenbergu ČMS 1856/57, str. 15-31
- Serbske gymnasijalne towaŕstwo w Budyšinje wot 1830 do 1864, ČMS 1865, str. 253—310
- Geschichte der Lausitzer Predigergesellschaft zu Leipzig und Verzeichnis aller ihrer Mitglieder vom Jahre 1716—1866. Budissin 1867.
- Spisowarjo hornjołužiskich evangelskich Serbow wot 1597 hač 1800 ČMS 1875, str. 3-42
- Spisowarjo serbskich rukopisow bjez hornjołužiskimi evangelskimi Serbami hač do lěta 1800. ČMS 1875, str. 82-88.
- Spisowarjo hornjołužiskich evangelskich Serbow, kiž su w druhich ryčach před lětom 1800 wo Serbach pisali. ČMS 1875, str. 89-98.
- Zemrjeći spisowarjo hornjołužiskich evangelskich Serbow wot 1800—1877, ČMS 1877 I, str. 41-68 []
- Pismowstwo a spisowarjo delnjołužiskich Serbow, ČMS 1880, str. 73-154